# Mavráta
Mavráta är en ort i Grekland.   Den ligger i prefekturen Nomós Kefallinías och regionen Joniska öarna, i den sydvästra delen av landet, 260 km väster om huvudstaden Aten. Mavráta ligger 183 meter över havet och antalet invånare är 109. Den ligger på ön Kefalonia Island.
Terrängen runt Mavráta är kuperad åt nordost, men åt nordväst är den bergig. Havet är nära Mavráta åt sydväst.  Närmaste större samhälle är Skála, 6,3 km öster om Mavráta. Trakten runt Mavráta består till största delen av jordbruksmark.